# Kim Won-čin
Kim Won-čin (korejsky 김 원진), (* 1. května 1992 Jižní Korea) je jihokorejský zápasník – judista.

## Sportovní kariéra
Připravuje se ve městě Jangdžu. V roce 2012 se kvalifikoval na olympijské hry v Londýně, ale nominaci prohrál s krajanem Čchö Kwang-Hjonem. Své olympijské premiéry se dočkal za čtyři roky na olympijských hrách v Riu, kde navíc startoval jako nasazená jednička. Ve čtvrtfinále narazil na Beslana Mudranova z Ruska a takticky duel nezvládl. Po dvo trestech za pasivitu musel v poslední minutě souboj otevřít čehož Mudranov využil k ukončení zápasu na ipon. V opravách neuspěl a obsadil 7. místo.

### Vítězství
- 2013 - 1x světový pohár (Čedžu)
- 2014 - 2x světový pohár (Čedžu, Kano Cup)

## Výsledky
| Turnaj            | 2011            | 2012            | 2013            | 2014            | 2015            | 2016            |
| Turnaj            | 19              | 20              | 21              | 22              | 23              | 24              |
| Turnaj            | superlehká váha | superlehká váha | superlehká váha | superlehká váha | superlehká váha | superlehká váha |
| ----------------- | --------------- | --------------- | --------------- | --------------- | --------------- | --------------- |
| Olympijské hry    |                 | —               |                 |                 |                 | 7.              |
| Mistrovství světa | 5.              |                 | 3.              | —               | 3.              |                 |
| Asijské hry       |                 |                 |                 | 3.              |                 |                 |
| Mistrovství Asie  | —               | —               | 2.              |                 | 1.              | —               |